# تزونين (تيزونين)
تزونين هي إحدى مشيخات المملكة المغربية، تتبع جغرافيا لإقليم طاطا وإداريًا لتيزونين. يقدر عدد سكانها بـ 1148 نسمة حسب الإحصاء الرسمي للسكان والسكنى لسنة 2004.